# Буркинський Борис Володимирович
Буркинський Борис Володимирович (нар. 3 листопада 1942 року в м. Вознесенську) — український вчений-економіст, доктор економічних наук, професор, академік Національної академії наук України (2003), заслужений діяч науки і техніки України (1997), лауреат Державної премії України в галузі науки і техніки (2003). Лауреат Премії НАН України імені М. І. Туган-Барановського (2006).

## Біографія
Закінчив Одеський технологічний інститут ім. М. В. Ломоносова. Працював старшим інженером, керівником групи, старшим науковим співробітником, завідувачем відділу, вченим секретарем Одеського відділення Інституту економіки АН України, а в 1980 р. очолив цей науковий колектив. З 1991 р. — директор Інституту проблем ринку і економіко-екологічних досліджень НАН України.
Сфера наукових інтересів: проблеми сталого розвитку регіонів, формування ринкових механізмів, моделей вільних економічних зон і розвитку підприємництва.
Б. В. Буркинський — науковий консультант та експерт робочої групи при Кабінеті Міністрів України з підготовки проектів нормативних актів щодо питань правового регулювання діяльності морського транспорту, міжвідомчої робочої групи при Міністерстві екології та природних ресурсів України з розробки «Комплексної програми українсько-російського співробітництва у сфері захисту природного середовища Азово-Чорноморського басейну р. Дніпро і транскордонних водотоків», а також робочої групи з питань міжнародних екологічних угод проекту екологічної політики і технологій, що виконується за підтримки Агенції міжнародного розвитку США.
Б. В. Буркинським створена наукова школа з регіональних економіко-екологічних проблем та проблем розвитку ринку. Він підготував п'ять докторів і понад 30 кандидатів наук, які сьогодні творчо працюють на багатьох державних підприємствах та у підприємницькому секторі України.
Упродовж ряду років учений поєднував наукову роботу з виконанням обов'язків заступника голови Одеської обласної державної адміністрації та Південного наукового центру НАН України.
Член науково-редакційної ради журналів «Економіка промисловості», «Схід» (Донецьк), «Регіональна економіка» (Львів) та багатьох інших.

## Науковий доробок
Результати наукових досліджень Б. В. Буркинського викладені у більш як 200 наукових працях, зокрема в 15 особистих і колективних монографіях та підручниках.